# Norsk Data

Logo

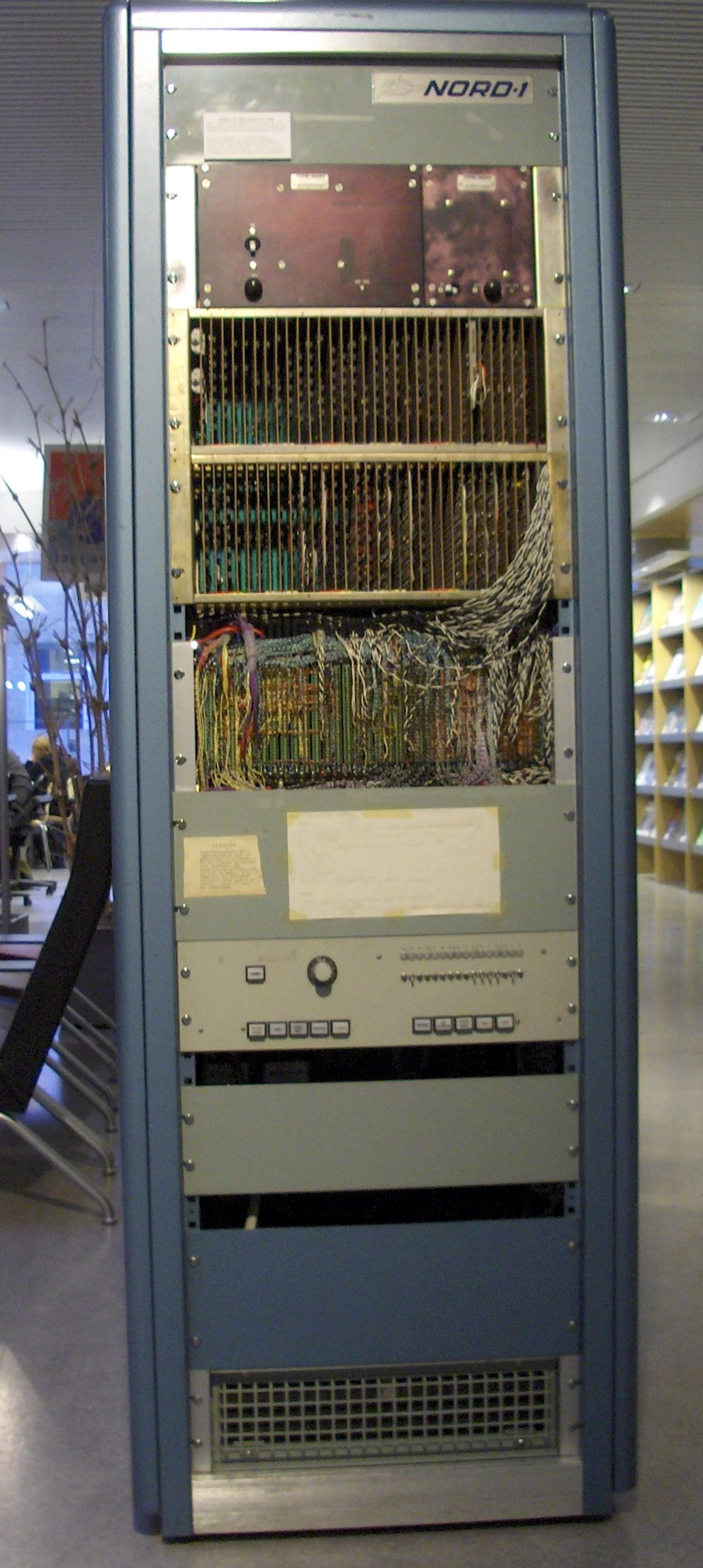
Norsk Data NORD-1 Minicomputer

Norsk Data war ein Hersteller von Kleincomputern in Oslo, Norwegen. Er existierte von 1967 bis 1992 und beschäftigte während seines Höhepunktes im Jahre 1987 über 4500 Menschen.

## Geschichte
Am 8. August 1967 wurde die A/S Nordata - Norsk Data Elektronikk von Lars Monrad Krohn, Per Bjørge und Rolf Skår gegründet.
Die deutsche Niederlassung befand sich in Bad Homburg vor der Höhe, wo noch bis zum 31. Mai 2020 eine Norsk-Data-Straße existierte. Im November 2019 entschied die Stadtverordnetenversammlung, die Norsk-Data-Straße zusammen mit der Du-Pont-Straße und der „Planstraße A“ in Am Weidenring umzubenennen.

## Produkte
- NORD-1
- NORD-5
- NORD-9
- NORD-10
- NORD-100, 16-bit, von 1978, später umbenannt in ND-100. Erster single-board 16-bit Minicomputer.
- ND-500, 32-bit Supermini der 3. Generation (1981)
- ND-505, 28-bit Computer bestimmt für den Export in den Ostblock trotz CoCom Embargo
- ND-5000 ("Samson"), 32-bit Supermini der 4. Generation (1987) (5400, 5700, 5800)
- ND-5850 ("Rallar"), 32-bit Supermini der 5. Generation (1987)
- ND-5900-2, ND-5900-3, und ND-5904, dual-, triple- und quad-CPU 5000er Serie.